# Visconde de Giraul
Visconde de Giraul é um título nobiliárquico criado por D. Carlos I de Portugal, por Decreto de 18 de Maio de 1899 em favor de Joaquim Bernardo Cardoso Botelho da Costa.
Titulares
1. Joaquim Bernardo Cardoso Botelho da Costa, 1.º Visconde de Giraul.

Após a Implantação da República Portuguesa, e com o fim do sistema nobiliárquico, usaram o título:
1. Manuel Alves Bastos Botelho da Costa, 2.º Visconde de Giraul;
2. Guilherme Poças Falcão Bicudo Correia Botelho da Costa, 3.º Visconde de Giraul;
3. Guilherme César Pestana Botelho da Costa, 4.º Visconde de Giraul.